# Fred Reynolds
Fred Reynolds (Lufkin, 20 agosto 1960) è un ex cestista statunitense, medaglia d'argento ai mondiali 1982.

## Carriera
Venne selezionato dai Washington Bullets al secondo giro del Draft NBA 1984 (44ª scelta assoluta).
Con gli Stati Uniti disputò i Campionati mondiali del 1982 e i Giochi panamericani di Caracas 1983.